# Аронский, Борис Алексеевич
Борис Алексеевич Аронский (25 апреля 1898, Москва — 1976, Москва) — деятель советских спецслужб, специалист по криптографии и дешифрованию; полковник госбезопасности (1945). 

## Биография
Родился в 1898 году в Москве в семье служащего.
В 1916 году окончил Московскую академию коммерческих наук. С 1917 года в РИА, учился в Петергофской школе прапорщиков.
После Октябрьской революции служил в РККА. С 1918 года работал в ряде военных комиссариатов в Поволжье и на Урале. С 1922 года в органах ВЧК—ГПУ, оперуполномоченный Спецотдела ГПУ НКВД РСФСР.
С 1939 года участвовал в Советско-финской и с 1941 года Великой Отечественной войнах, служил в 5-м Спецотделе НКВД СССР — старшим криптографом, экспертом-аналитиком, начальником отделения.
В 1942 году в составе 5-го управления НКВД был создан Криптографический совет и редакция «Криптографического сборника», в редколлегию которой вошли Б. А. Аронский, С. С. Толстой, А. В. Австриаков. В 1943 году был издан первый «Криптографический сборник» под редакцией Б. А. Аронского, С. С. Толстого и А. В. Австриакова. Сборник содержал 13 статей с описанием аналитических методов раскрытия ручных шифров и кодов.
С 1945 года начальник отдела 5-го Управления (шифровально-дешифровальное) НКГБ СССР.
С 1950 года преподавал криптографию в Высшей школе криптографов ГУСС при ЦК ВКП(б). С 1954 года переведён в Специальную службу ВМФ СССР.
С 1958 года в отставке. Был знатоком русской и западной литературы, владел французским, английским, немецким, итальянским и японским языками.
Умер в 1976 году в Москве.

## Звания
- Старший лейтенант ГБ (1939)
- Капитан ГБ (1942)
- Подполковник (1943)
- Полковник (1945)

## Награды
- Два Ордена Ленина (1942[4], 1945[5])
- Два Ордена Красного Знамени (1944[6])
- Орден Трудового Красного Знамени (1943[7])
- Орден Знак Почёта (1940[8])